# رافاييل فيلاسكو (مجدف)
رافاييل فيلاسكو (بالإسبانية: Rafael Velasco)‏ هو مجدف مكسيكي، ولد في 24 أكتوبر 1944 في مدينة مكسيكو في المكسيك.

## وصلات خارجية
- رافاييل فيلاسكو على موقع الاتحاد الدولي للتجديف (الإنجليزية)
- رافاييل فيلاسكو على موقع أوليمبيديا (الإنجليزية)